# Cocceji (Adelsgeschlecht)

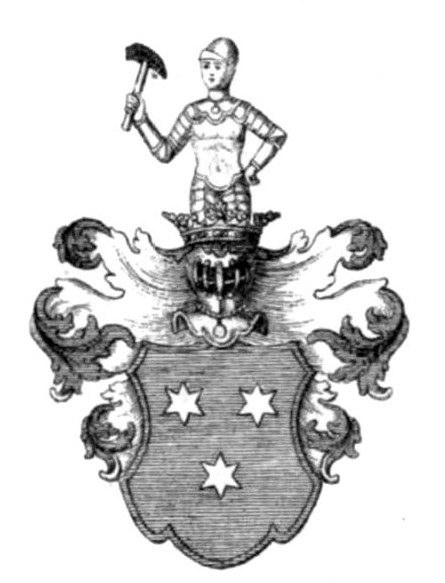
Stammwappen der Cocceji

Cocceji, ursprünglich Cocceji von Cocq ist der Name eines erloschenen preußischen Adelsgeschlechts.

## Geschichte
Das Geschlecht von Cocceji nimmt seinen Ursprung in Bremen und beginnt seine Stammreihe mit dem Ratsherren Gerhard Coch (1532–1589) und dessen Gattin Caecilie Wachmann. Aus der Ehe ging der städtische Sekretär Timan Coch (1537–1607) hervor, welcher sich mit Elsche Bake (1582–1629), einer bremischen Eltermanntochter vermählte. Von den drei bekannten Söhnen, Gerhard Coccejus (1601–1660), Johannes Coccejus (1603–1669), und Hinrich Coch († um 1680), städtischer Hafenschreiber in Bremen, war es letzterer der in der Ehe mit Lucke von Oldenburg, einer Schwester des Heinrich Oldenburg den Stamm fortsetzte.
Der Sohn der letztgenannten Eheleute Heinrich Coch (1644–1719) wurde Professor an der Ruprecht-Karls-Universität Heidelberg, der Universität Utrecht und schließlich der Brandenburgischen Universität Frankfurt, womit er sein Geschlecht in die Mark Brandenburg verpflanzte. Er latinisierte, ähnlich seinen Onkeln, seinen Namen zu Cocceji und wurde am 7. September 1702 mit dem Adelsprädikat von Cocq in den preußischen Adelsstand erhoben. Wenige Jahre später wurde im in Wien am 3. März 1713 die Hebung mit der Anrede „Wohlgeboren“ in den Reichsfreiherrnstand zuteil. Von seinen Söhnen ist Friedrich Heinrich von Cocceji (1676–1703), als pfälzischer Oberstleutnant gefallen und Johann Gottfried von Cocceji († 1738) wurde Geheimrat und schließlich Regierungspräsident in Magdeburg. Der jüngste Sohn, Samuel von Cocceji (1679–1755), wurde preußischer Kammergerichtspräsident und Großkanzler. Friedrich II. erhob ihn bei Wegfall des väterliche Prädikats von Cocq am 8. November 1749 in den preußischen Freiherrenstand. Durch die Ehe Samuels mit Johanna Charlotte von Beschefer († nach 1765) sind ihm des Schwiegervaters pommerschen Güter Wusseken, Laase, Kleist und Repkow im Kreis Fürstenthum zugefallen. Allerdings mussten Ansprüche und Anteile der Familien von Heydebreck und von Zarth erst ausgelöst werden. Als Erben traten zunächst die jüngeren beiden Söhne, der preußische Oberst und Generaladjutant Johann Heinrich Friedrich von Cocceji (1725–1785) und der polnische Generalmajor Carl Friedrich Ernst von Cocceji (1728–1780) auf. Letzterem wurden die Güter zwischenzeitlich wegen unerlaubter Dienstaufnahme im Ausland eingezogen. Der älteste Bruder Karl Ludwig von Cocceji (1724–1808), Oberregierungspräsident von Glogau, hatte im Januar 1761 gemeinsam mit seiner Gattin, der nachmaligen Gräfin Barbara Campanini das schlesische Inkolat erhalten. Er folgte seinen jüngeren Brüdern zumindest zu Wusseken zwar als Lehnsnachfolger, hatte jedoch aus seinen zwei Ehen lediglich Stiefkinder. Die fünf Kinder der zweiten Ehefrau wurden 1798 mit Anlehnung an das stieferväterliche Wappen und dem Namen Knappe von Knappstädt in den preußischen Adelsstand gehoben. So erlosch mit dem zuletztgenannten auch der Mannesstamm des Geschlechts. Gutserben wurden die Kinder der Schwestern Amalie Charlotte Henriette von Cocceji (1729–1757), vermählte Baronin von Vernezobre de Laurieux und Sophia Susanna Charlotte von Cocceji († 1794), vermählte von Platen.
Unklar bleibt die Einbindung eines im 18. Jahrhundert auf Dubrauke begüterten Zweiges von Cocceji.
Die Orte Coccejendorf bei Schlawe, sowie Cocceji, Cocceji-Neudorf und Cocceji-Neuwalde im Warthebruch sind als Kolonistendörfer 1749, 1771 und 1774 angelegt worden und entlehnen ihren Namen von Samuel von Cocceji.

## Wappen
Das Stammwappen (1702) zeigt in Blau drei silberne Sterne (2, 1). Auf dem Helm mit blau-silbernen Decken ein wachsender Geharnischter, einen Hammer in der Rechten haltend, die Linke in die Seite gestützt.
Das freiherrliche Wappen (1713) zeigt im gespaltenen Schild, vorn in Silber einen blauen Schräglinksbalken, belegt mit drei goldenen Sternen und begleitet von je einem schräglinks angeordneten Kleeblatt an langem Stiel mit je vier Blättern. Hinten in Rot auf grünem Boden ein silberner Turm mit fünf schwarzen Fenstern (3, 2), auf dem Turm ein Mann gold-schwarz gespaltener Kleidung und gold-schwarz gespaltener aufgeschlagener Mütze, wachsend, mit der schwarzen Rechten mit goldenem Aufschlag ein Horn vor den Mund haltend. Zwei gekrönte Helme, mit blau-goldenen Decken, auf dem rechten das Kleeblatt zwischen einem je mit dem Schrägbalken des Schildes belegten offenen Flug, auf dem linken mit schwarz-goldenen Decken, der Mann aus der Krone wachsend.
Das freiherrliche Wappen (1749) zeigt im gespaltenen Schild, vorn in Silber einen blauen Schräglinksbalken, belegt mit drei goldenen Sternen und begleitet von je einem pfahlweise angeordneten Kleeblatt mit kurzem Stiel. Hinten in Gold auf grünem Boden ein silberner Turm mit Tor und drei schwarzen Fenstern (2, 1), auf dem Turm ein schwarzgekleideter Mann mit silbern aufgeschlagener Mütze, wachsend, mit der Rechten ein Horn vor den Mund haltend. Zwei gekrönte Helme, mit schwarz-silbernen Decken, auf dem rechten das Kleeblatt zwischen einem offenen silbernen Flug, auf dem linken der Mann aus der Krone wachsend.

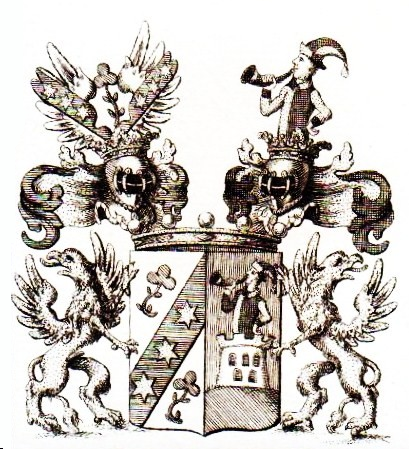
Wappen der Reichsfreiherren von Cocceji (1713)
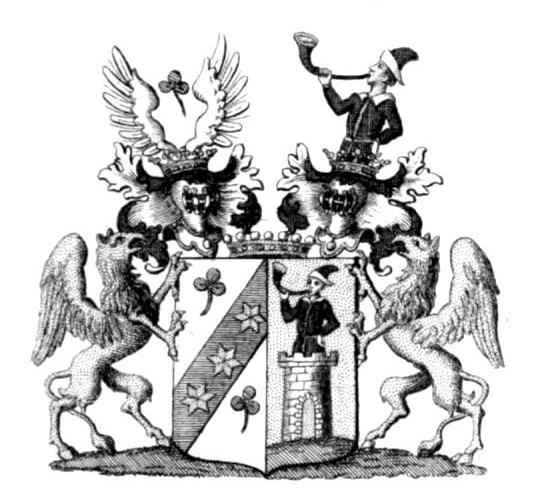
Wappen der preußischen Freiherren von Cocceji (1749)
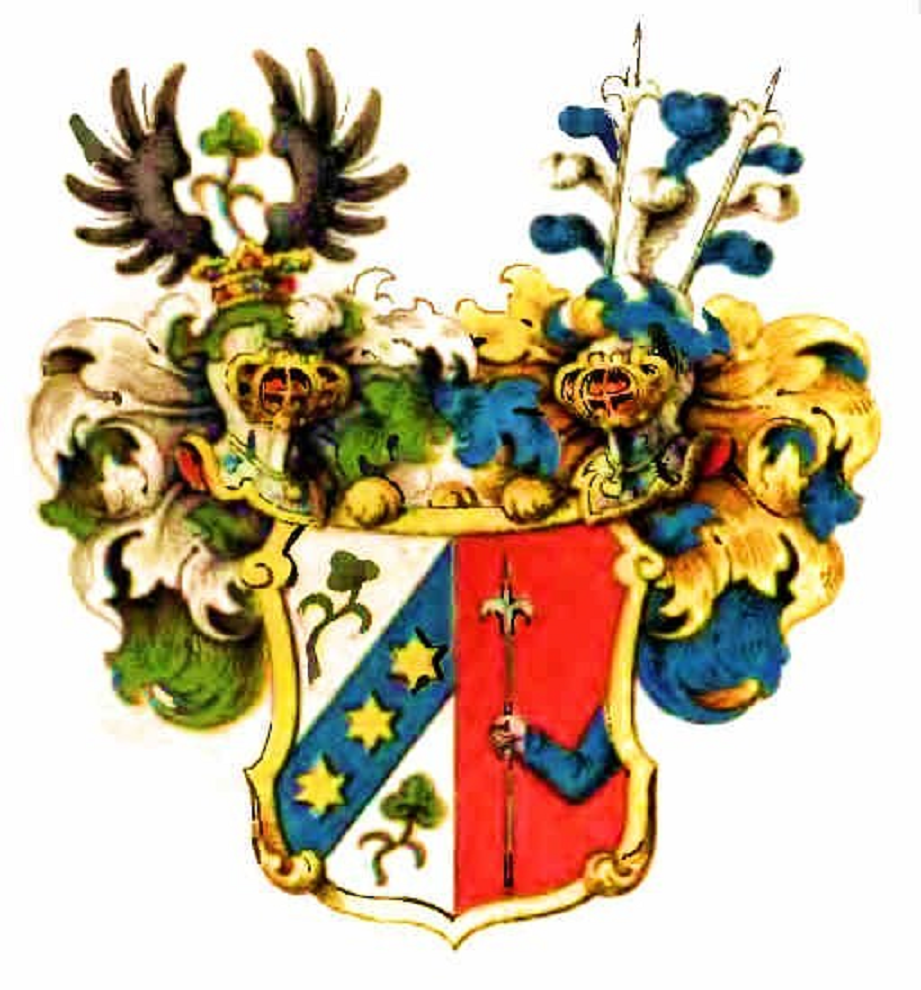
Wappen der Knappe von Knappstädt (1798)

## Angehörige

### Die bürgerliche Familie Coch aus Bremen
- Gerhard Coch (* 1532; † 1589), Ratsherr in Bremen, ⚭ Caecilie Wachmann
  - Timan Coch (* 1537; † 1607), bremischer Stadtsekretär, ⚭ Elsche Bake (* 1582; † 1629), Tochter des Eltermanns in Bremen Johann Bake (* 1549; † 1616) und der Anna Kohte
    - Gerhard Coccejus (* 1. Juli 1601 in Bremen; † 27. Juli 1660 in Bremen), Professor der Rechte, Ratsherr in Bremen und Gesandter der Stadt bei den Verhandlungen zum Westfälischen Frieden, ⚭ 1630 heiratete er Kunigunde Holle (* 1609; † 1682), Tochter des Eltermanns Hermann Holler
    - Johannes Coccejus (* 9. August 1603 in Bremen; † 5. November 1669 in Leiden), protestantischer Theologe, Hauptvertreter der Föderaltheologie, ⚭ 5. August 1635 Catharina Deichmann, Nichte von Christoph Deichmann
      - Johann Heinrich Coccejus (* 1649; † 1681), reformierter Theologe
      - drei Töchter

    - Hinrich Coch († nach 1680), städtischer Hafenschreiber in Bremen, ⚭ Lucke von Oldenburg
      - Heinrich von Cocceji von Cocq s. u. → Freiherren v. Cocceji
      - (?) Anna Elisabet von Cocceji, ⚭ Hans Christoph von Oppell, Herr auf Kotzemke bei Sorau († 5. April 1687)
      - (?) Anna Sabine von Cocceji (? a.d.H. Drauskenwil) († 11. September 1690 in Herbertsdorf), ⚭ 1681 Heinrich Gustav von Leipziger, (* 25. Juni 1656 in Herbersdorf; † 28. November 1710 in Herbersdorf), Herr auf Herbersdorf und Anteil Bärwalde[6]
      - (?) Heinrich Adolph von Cocceji, Herr auf Friedersdorf, ⚭ Anna Sophia Holzer
        - Henriette Sophie von Cocceji, ⚭I (20. Mai 1723) Benedikt Richter († 1742/1749), Herr auf Laubst; ⚭II NN von Hohenstein († nach 1751)

### Die Freiherren v. Cocceji
- Heinrich von Cocceji von Cocq (* 25. März 1644 in Bremen; † 18. August 1719 in Frankfurt/Oder), Jurist und Gelehrter, ⚭ 17. November 1673 in Heidelberg Marie Salome Hugwart[7] († 1720), Tochter des hanau-lichtenbergschen Amtsschaffners Samuel Hugwart in Diersheim und der Eva Maria Walther
  - Johann Gottfried von Cocceji (* 1673 in Heidelberg; † 18. Dezember 1738), Geheimrat und Regierungspräsident in Magdeburg
  - Friedrich Heinrich von Cocceji (* 1676, ⚔ 1703 bei Roermond), pfälzischer Oberstleutnant
  - Samuel von Cocceji (* 20. Oktober 1679 in Heidelberg; † 4. Oktober 1755 in Berlin), preußischer Kammergerichtspräsident und Großkanzler, ⚭ Johanna Charlotte von Beschefer († nach 3. Mai 1765[8]), Tochter des preußischen Generalleutnants Jakob von Bechefer (* 1661; † 1731), Amtshauptmann von Beeskow und Storkow und der Susanne de la Coude († 1737)
    - Karl Ludwig von Cocceji (* 1724; † 12. Juli 1808 in Glogau), Oberregierungspräsident von Glogau, ⚭I 2. November 1749 in Berlin[9] (1788 geschieden) Barbara Campanini (* 7. Juni 1721 in Parma; † 7. Juni 1799 in Barschau), Balletttänzerin, Herrin auf Barschau, Golach und Poschütz; ⚭II Juli 1789 in Glogau Johanne Christine Charlotte Schneider, verwitwete Georg Christoph Knappe, preußischer Hof- und Kriminalrat[10]
    - Johann Heinrich Friedrich von Cocceji (* 1725; † nach 1785), preußischer Oberst und königlicher Generaladjutant
    - Carl Friedrich Ernst von Cocceji (* 1728 in Berlin; † 1780 in Mogilew), 1757 PLM, polnischer Generalmajor und Gesandter, Vertrauter König Stanislaus II. August während der Konföderation von Bar,[11] Herr auf Repkow und Kleist
    - Amalie Charlotte Henriette von Cocceji (* 5. August 1729; † 4. Oktober 1757 in Berlin), ⚭ 2. März 1751 Baron Matthäus II. von Vernezobre de Laurieux (* 15. April 1721 in Paris; † 28. April 1782 in Hohenfinow), Herr auf Hohenfinow, Tornow, Sommerfelde, Karlswerk, Amalienhof, Golssen, Kruge und Gersdorff
    - Sophia Susanna Charlotte von Cocceji († 1794), ⚭ 12. Juni 1738 Dubislav Friedrich von Platen (* 23. August 1714; † 7. Juni 1787), preußischer General der Kavallerie, Gouverneur von Königsberg und Ritter des Schwarzen Adlerordens[12]

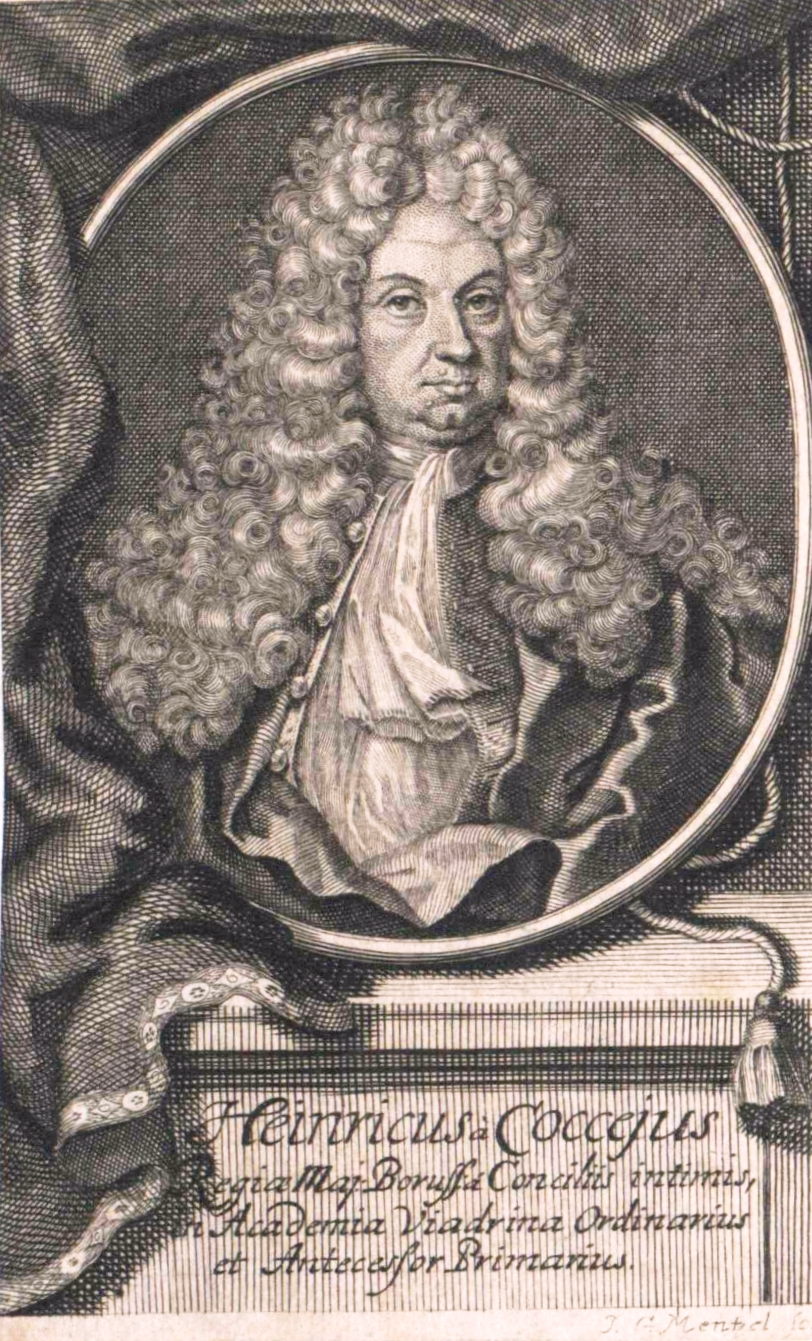
Heinricus à Coccejus Regia Maj. Borussii Conciliis intimis, in Academia Viadrina Ordinarius et Anteceßor Primarius, Kupferstich von Johann Georg Mentzel (um 1720)
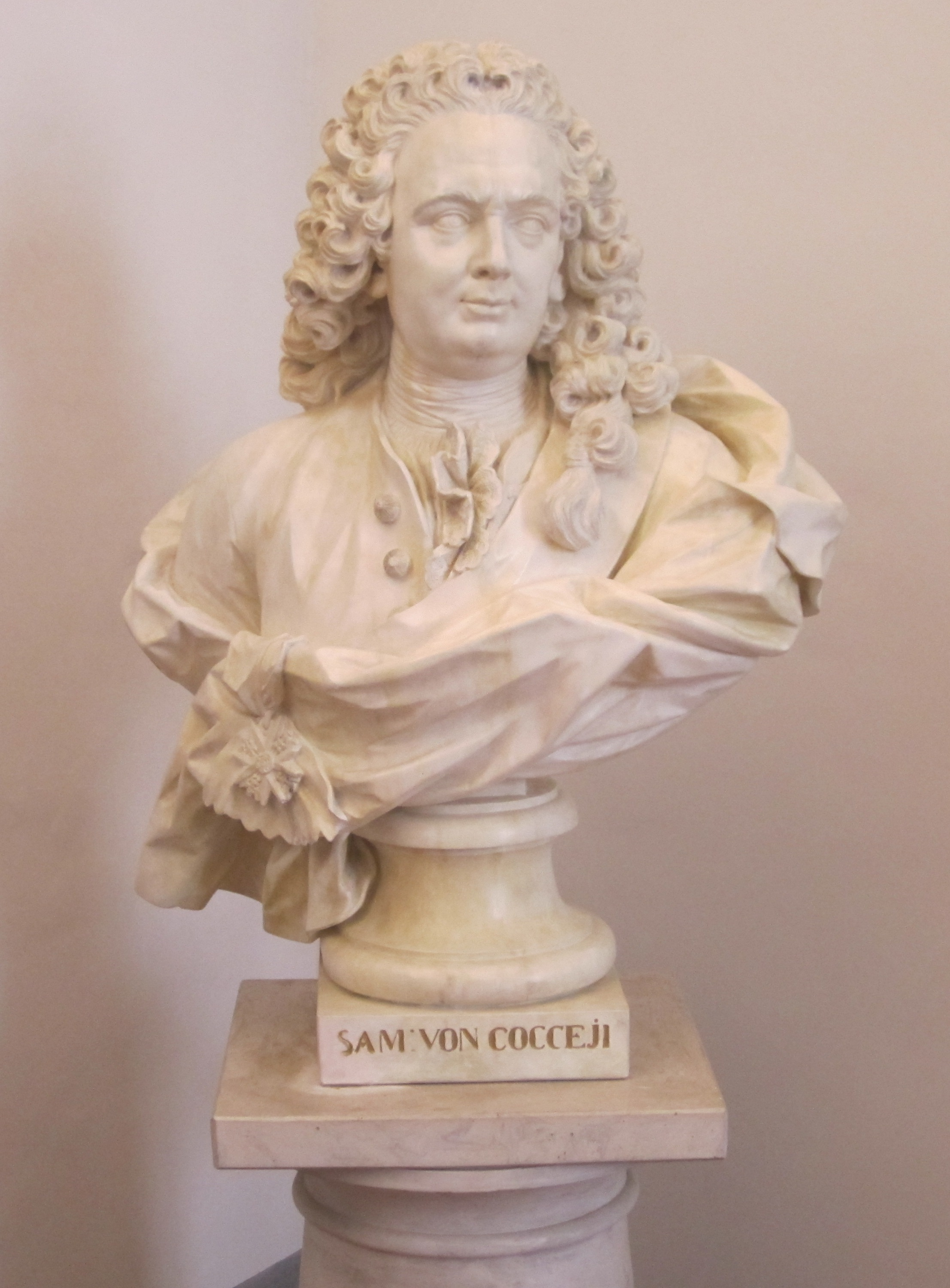
Samuel von Cocceji, Büste von Johann Gottfried Schadow
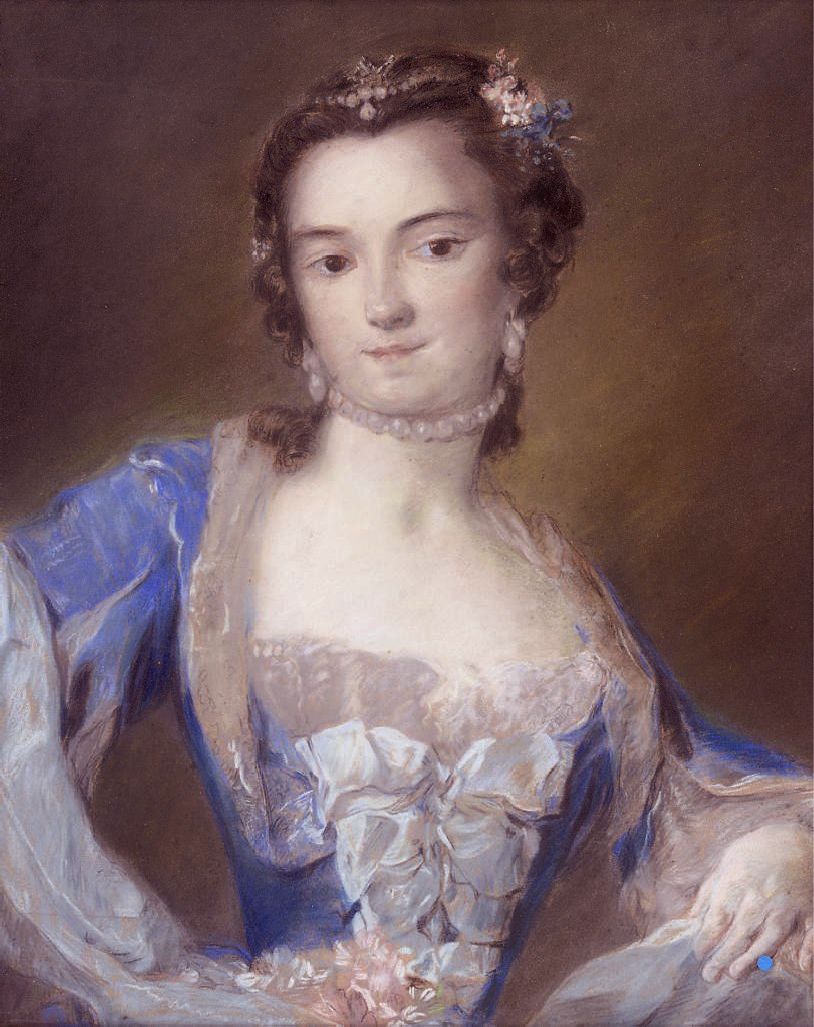
Barbara von Cocceji, Pastellportrait von Rosalba Carriera
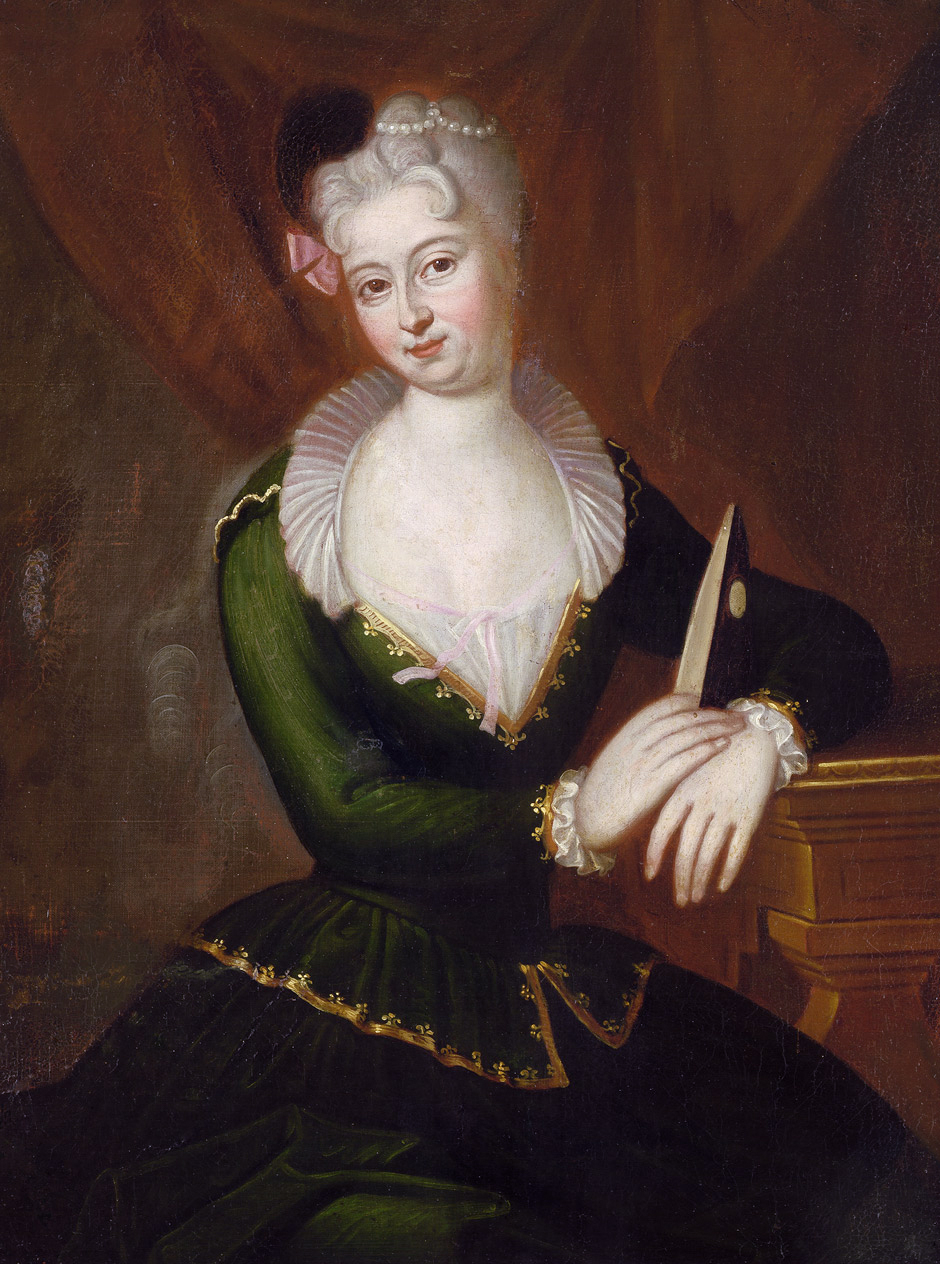
Sophia Susanna Charlotte von Platen (Porträt um 1750)

### Bisher ohne sicheren Anschluss
- Otto Heinrich von Cocceji, († 1749/1753), Herr auf Dubrauke, ⚭ Marie Sophie von Mandelsloh († 1759)
  - Karl Leopold von Cocceji, (* 29. Juli 1736)
  - Heinrich Sigismund von Cocceji, (* 26. September 1739)
  - Charlotte Henriette Sophie von Cocceji, (* 11. August 1743)
  - Marie Christiane Friederike von Cocceji, (* 21. April 1745)
  - Erdmuthe Luise Wilhemine von Cocceji, (* 27. Dezember 1749; † 3. Januar 1771)